# Henri Lacroix
Henri Lacroix (* 22. Februar 1895 in Montreal; † 9. November 1962 ebenda) war ein kanadischer Mundharmonikaspieler.

## Leben und Wirken
Lacroix spielte bereits in seiner Kindheit als Autodidakt Mundharmonika. Von 1914 bis 1921 diente er bei der Royal Navy. Als Mitglied der Navy Band trat er u. a. in England im Crystal Garden auf. Welches Instrument er in der Navy Band spielte, ist nicht bekannt.
Nach seiner Rückkehr nach Kanada trat er u. a. in Conrad Gauthiers Les Veillées du bon vieux temps mit Folkmusikern wie Mary Bolduc, Isidore Soucy und Ovila Légaré auf. In den 1930er Jahren tourte er auch mit Mary Bolducs Truppe durch Kanada. Zwischen 1927 und 1939 nahm er für verschiedene Labels um die 140 Titel auf, teils als Solist, teils mit Gruppen, die sich Trio d'Henri, Les Gais Villageois, Henri LaCroix et les Sérénadeurs canadiens, Quatuor Lacroix oder Henri et ses Habitants nannten. In den 1930er Jahren hatte er auch Rundfunkauftritte, u. a. mit dem Fiddler J. O. LaMadeleine. Eine Auswahl seiner besten Aufnahmen veröffentlichte Folkway Records 1982 neu in seiner Reihe Masters of French Canadian Music.